# セブン・シスターズ (大学)
セブン・シスターズ（英語: Seven Sisters）は、かつてアメリカ合衆国北東部の名門女子大学7校の総称であった。
全てリベラル・アーツ・カレッジだった。そのうち現在も女子大学なのは、バーナード・カレッジ、ブリンマー大学、マウント・ホリヨーク大学、スミス大学、ウェルズリー大学の5校である。ヴァッサー大学は1969年に男女共学化された。ラドクリフ・カレッジは、設立時より関係の深かったハーバード大学と1977年に事実上合併し、1999年に完全統合された。
バーナード・カレッジは、男子校だったコロンビア大学が1983年に共学化されるまでは、同大学の女子リベラル・アーツ学部大学としての位置づけだったが、1983年以降は、バーナード・カレッジはコロンビア大学付属の女子大学であり、学生にはバーナード・カレッジとコロンビア大学の両方の学長の署名入りの卒業証書が授与される。
7つの大学は1837年から1889年の間に設立された。4校はマサチューセッツ州、2校はニューヨーク州、1校はペンシルバニア州にある。

## 構成大学
| 大学名                   | 所在地                                  | 創校年 | 設置年 | 合格率(%) | 応募者数 | 特徴、著名出身者 |
| ------------------------ | --------------------------------------- | ------ | ------ | --------- | -------- | --- |
| マウント・ホリヨーク大学 | マサチューセッツ州 サウス・ハドリー     | 1837   | 1888   | 52.47     | 3,480    | フランシス・パーキンス(米国初の女性閣僚-労働省長官)、エミリー・ディキンソン                                                         |
| ヴァッサー大学           | ニューヨーク州 ポキプシー               | 1865   | 1861   | 23.72     | 8,663    | 1969年に男女共学化。大山捨松、ジャクリーン・ケネディ・オナシス                                                                      |
| ウェルズリー大学         | マサチューセッツ州 ウェルズリー         | 1875   | 1870   | 20.41     | 6,581    | ヒラリー・クリントン、マデレーン・オルブライト(政治学者、米国初の女性国務長官)                                                      |
| スミス大学               | マサチューセッツ州 ノーサンプトン       | 1875   | 1871   | 36.50     | 4,466    | ナンシー・レーガン、 バーバラ・ブッシュ                                                                                             |
| ラドクリフ・カレッジ     | マサチューセッツ州 ケンブリッジ         | 1879   | 1894   | N/A       | N/A      | 1999年にハーバード大学に統合。大学院のみのラドクリフ高等研究所として名前が残る。キャロライン・ケネディ、ヘレン・ケラー              |
| ブリンマー大学           | ペンシルベニア州 ブリンマー             | 1885   | 1885   | 38.36     | 3,311    | 津田梅子、ドリュー・ギルピン・ファウスト(歴史学者、ハーバード大学学長)、キャサリン・ヘプバーン                                      |
| バーナード・カレッジ     | ニューヨーク州 モーニングサイド・ハイツ | 1889   | 1889   | 7.99      | 11,804   | コロンビア大学と提携｡全米最難関の女子大。 ジーン・カークパトリック(政治学者、米国初の女性国連大使) 、マーガレット・ミード、弓削昭子 |

合格率と応募者数は、2020年。

## 歴史

### 背景
「セブン・シスターズ」を含む独立した非営利の女子大学は、リベラル・アーツを学びたい女性を対象とし、男性と同等の教育機会を女性に提供するために設立された。また、これらの大学は、女性に学問の機会をより広く提供し、女性に対し教員や管理者としての職を提供した。
初期の女性教育の提唱者には、サラ・ピアース（リッチフィールド女性アカデミー、1792年）、キャサリン・ビーチャー（ハートフォード女子神学校、1823年）、ジルパ・P・グラント・バニスター（イプスウィッチ女子神学校、1828年）、そしてメアリー・メイソン・リヨンがいた。
リヨンはハートフォード女子神学校とイプスウィッチ女子神学校の両方の発展に関わり、1834年のウィートン女子神学校（現在のウィートン大学）の設立にも関与した。1837年、リヨンはマウント・ホリヨーク女子神学校（現在のマウント・ホリヨーク大学）を設立した。マウント・ホリヨーク女子神学校は1888年に大学憲章を受けてマウント・ホリヨーク神学校・大学となり、1893年にマウント・ホリヨーク大学となった。
セブン・シスターズの中で最初に大学として設置されたのは、1861年に設置されたヴァッサー大学だった。ウェルズリー大学は、1870年にウェルズリー女子神学校として認可され、1873年にウェルズリー大学に改称された後、1875年に開校した。スミス大学は、1871年に設置され、1875年に開校した。ブリンマー大学は1885年に開校した。
ラドクリフ・カレッジは、エリザベス・キャボット・アガシーをはじめとする影響力のある女性グループによって設立されたボストンの女性教育協会から発展した。ラドクリフ・カレッジは1879年に設立され、1894年にマサチューセッツ州によって認可された。
初代学長に就任したアガシーの夫は、ハーバード大学の教授のルイ・アガシーであり、1943年までハーバード大学の教授が、自身の大学で男子学生を相手にしていたのと同じ授業をラドクリフ・カレッジでも実施していたことから、ラドクリフ・カレッジは非公式に「ハーバード・アネックス」と呼ばれていた。1946年までには、ハーバード大学のコースの大半は、ラドクリフ・カレッジの女子学生とハーバード大学の男子学生の両方に提供されるようになっていた。
1960年代には両校はさらに統合を進め、1963年にはラドクリフ・カレッジの女子学生に初めてハーバード大学の学位が授与された。女子学生の学位記には、ハーバードとラドクリフの両方の印が押されていた。1999年に両校は完全に統合し、全ての学部生がハーバード大学の印のみが押された学位記を受け取り、ハーバードの学生であることが確認される。
ラドクリフ・カレッジは学部機関としては存在しないが、ハーバード大学では毎年ラドクリフ・カレッジの同窓会が開催されている。1999年の統合後にラドクリフ高等研究所が設立され、現在では学位取得を目的としない教育とエグゼクティブ教育プログラムを提供している。バーナード・カレッジも、1888年の創立以来コロンビア大学と提携しているが、こちらは現在も独立して運営されている。
マウント・ホリヨーク大学とスミス大学はファイブ・カレッジ・コンソーシアムにも属している。ブリンマー大学はトライカレッジ・コンソーシアムにも属している。

### 設立と名称
1927年に、男子大学のアイビー・リーグに相当するものとして、アメリカ北東部の名門女子大学7校が「セブン・シスターズ」と呼ばれるようになった。
セブン・シスターズ（7人姉妹）という名前は、ギリシャ神話におけるアトラスとプレイオネの娘である7人姉妹・プレイアデスに因むものである。西欧では、プレイアデスに因むプレアデス星団のことも「7人姉妹」と呼ぶことがある。

## 男女共学化
7つの大学は、それぞれの方法で男女共学化の方向性を探った。
ラドクリフ・カレッジとヴァッサー大学の2校は、すでに単独の女子大学としては存在しない。ラドクリフ・カレッジは1999年にハーバード大学と完全に統合し、組織としては大学院のみのラドクリフ高等研究所となった。ヴァッサー大学はイェール大学との合併の申し出を断り、1969年に単独で男女共学の大学になった。
バーナード・カレッジは、1888年にコロンビア大学付属の女子大学として設立された。コロンビア大学の教育と施設を学生に提供しつつ、コロンビア大学とは独立して運営されている。コロンビア大学最大のリベラルアーツ学部であるコロンビア・カレッジは、バーナード・カレッジとの10年にわたる合併交渉に失敗した後、1983年に女性の入学受け入れを開始した。
バーナード・カレッジには、独立した教授陣（コロンビア大学の在職期間の承認を条件とする）と評議員会がある。しかし、コロンビア大学はバーナード・カレッジの学生にも学位を発行しており、1900年からは相互協定により、バーナード・カレッジの授業や活動のほとんどは、男女を問わずコロンビア大学の全ての学生にも開放されている。
1969年、ブリンマー大学と当時男子校だったハバフォード大学は、寮制のカレッジを共有するシステムを開発した。1980年にハバフォード大学が共学化されると、ブリンマー大学は共学化の可能性についても検討したが、断念した。
ブリンマー大学と同様に、マウント・ホリヨーク大学、スミス大学、ウェルズリー大学も男女共学化を採用しなかった。マウント・ホリヨーク大学は、デビッド・トルーマン学長の下で、男女共学化の問題をめぐって長い議論を交わした。1971年11月6日、管理委員会において、マウント・ホリヨーク大学は女子大学のままとすることを全会一致で決定した。スミス大学も、1971年に同様の決定を下した。2年後、ウェルズリー大学も男女共学化を採用しないと発表した。

## 競争力
独立した教育機関としては現存しないラドクリフ・カレッジは別にして、セブン・シスターズを構成する残りの6つの大学は、アメリカのリベラルアーツ教育機関の中でも競争力が高いと考えられている。ウェルズリー大学は全米のリベラルアーツ大学の中で常に上位3～4位にランクインしており、スミス大学とヴァッサー大学は、最近では『USニューズ&ワールド・レポート』誌のランキングで12位にランクインしている。志願者のGPAは3.6以上で、SATで高得点を獲得し、課外活動でリーダーシップを発揮している。志願者は学業に意欲的で、成功を収めている傾向がある。
『ウォールストリート・ジャーナル』紙は、セブン・シスターズの大学ランキングを発表した。

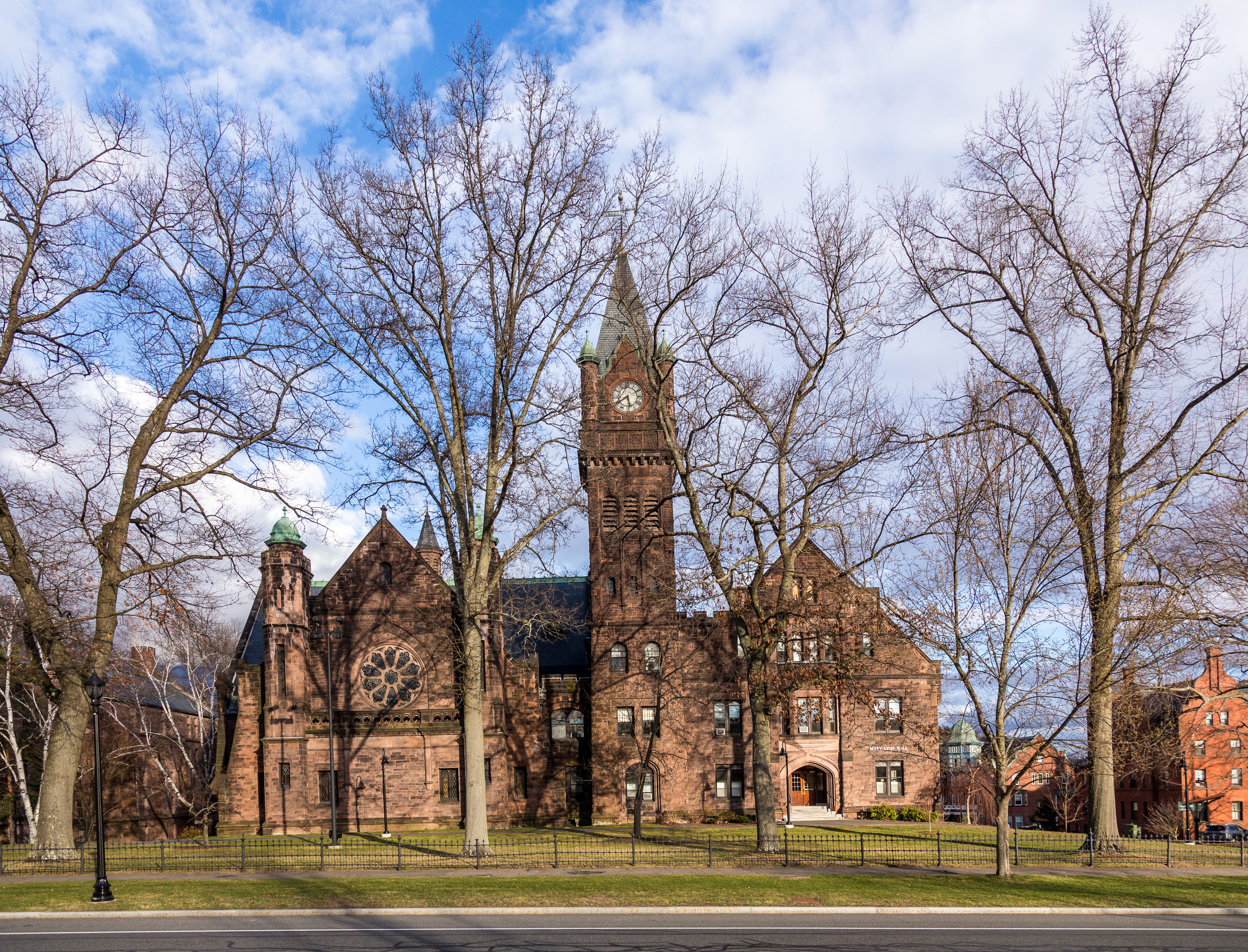
マウント・ホリヨーク大学のメアリー・リヨン・ホール
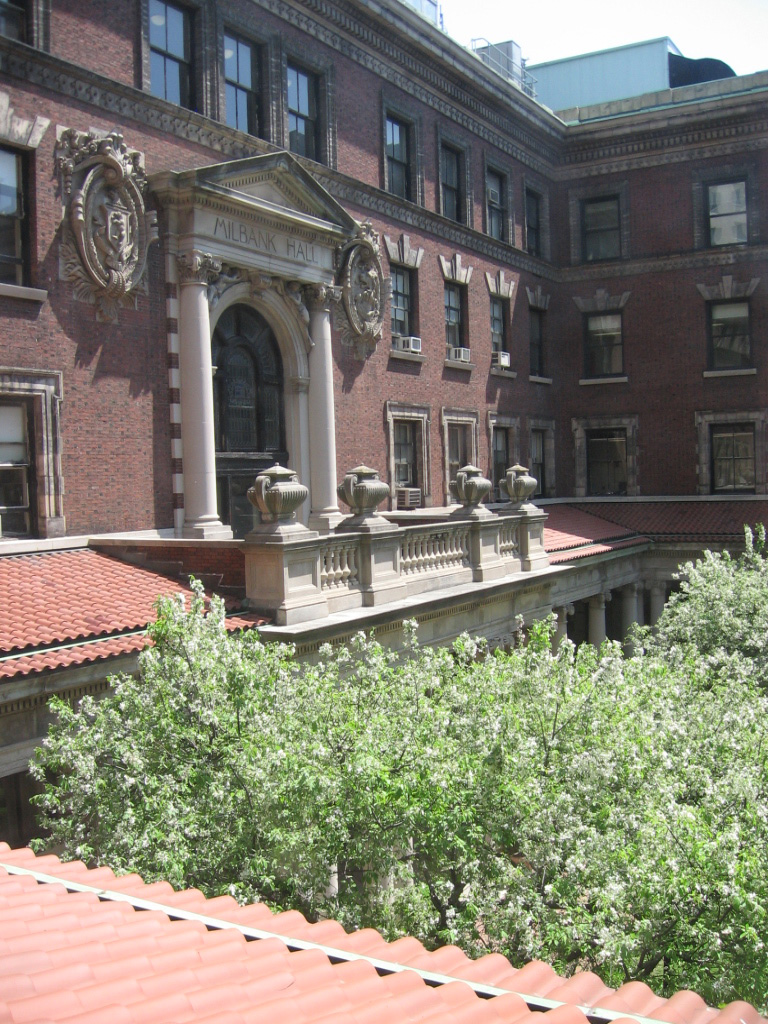
バーナード・カレッジ
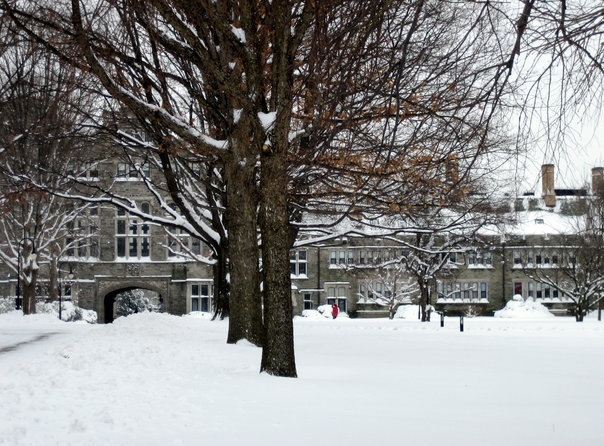
ブリンマー大学のペンブローク・ホール
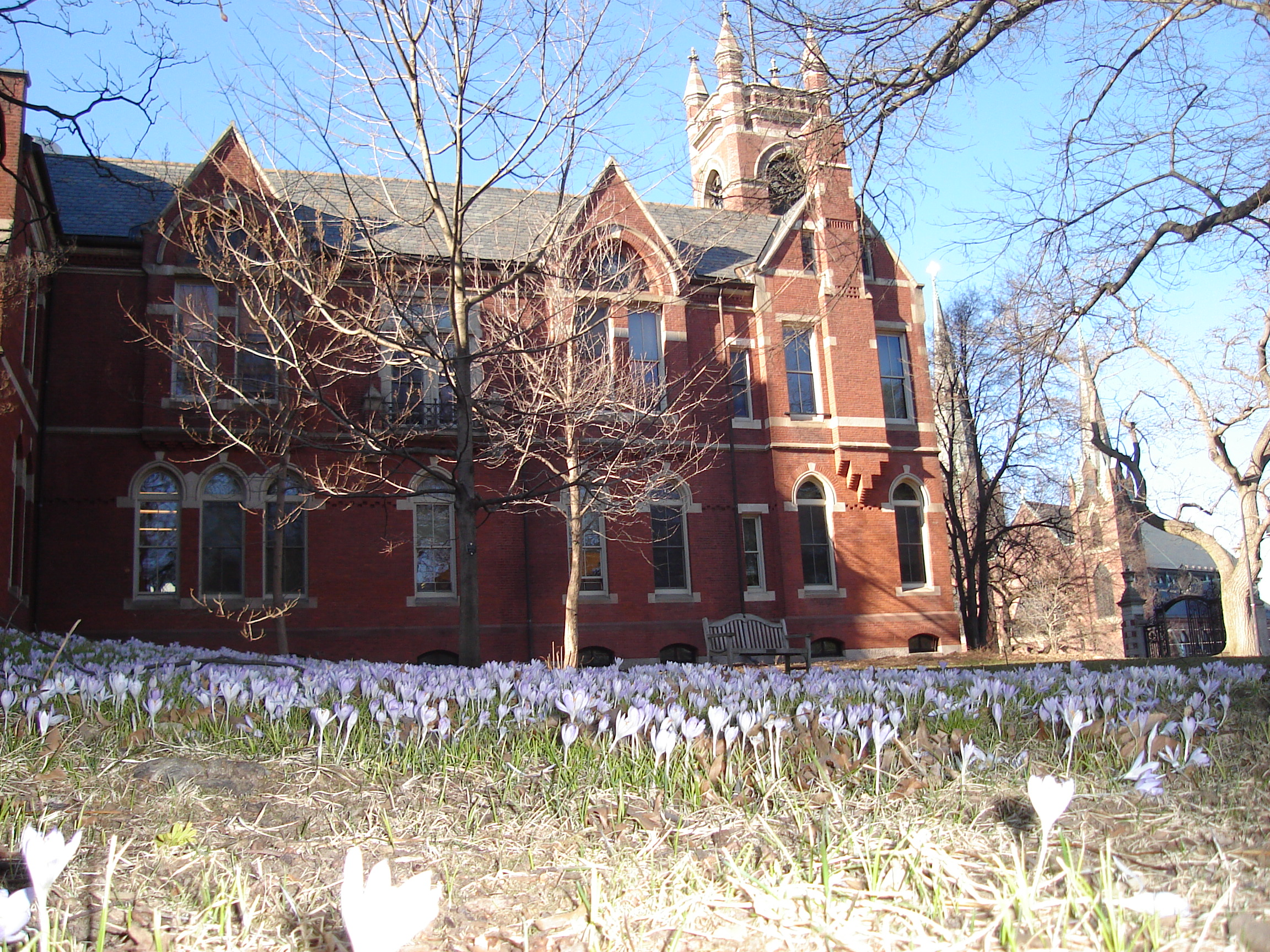
スミス大学
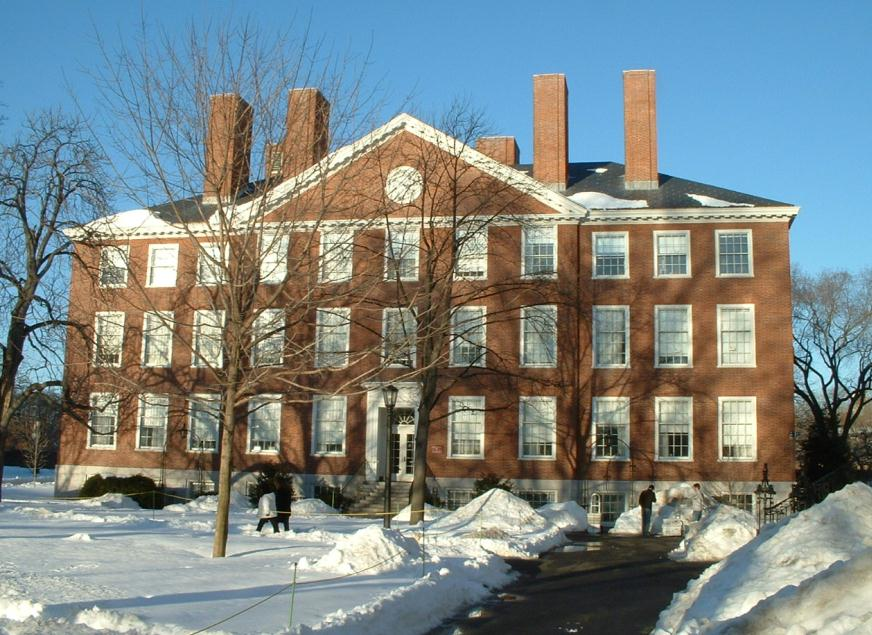
ラドクリフ・カレッジ
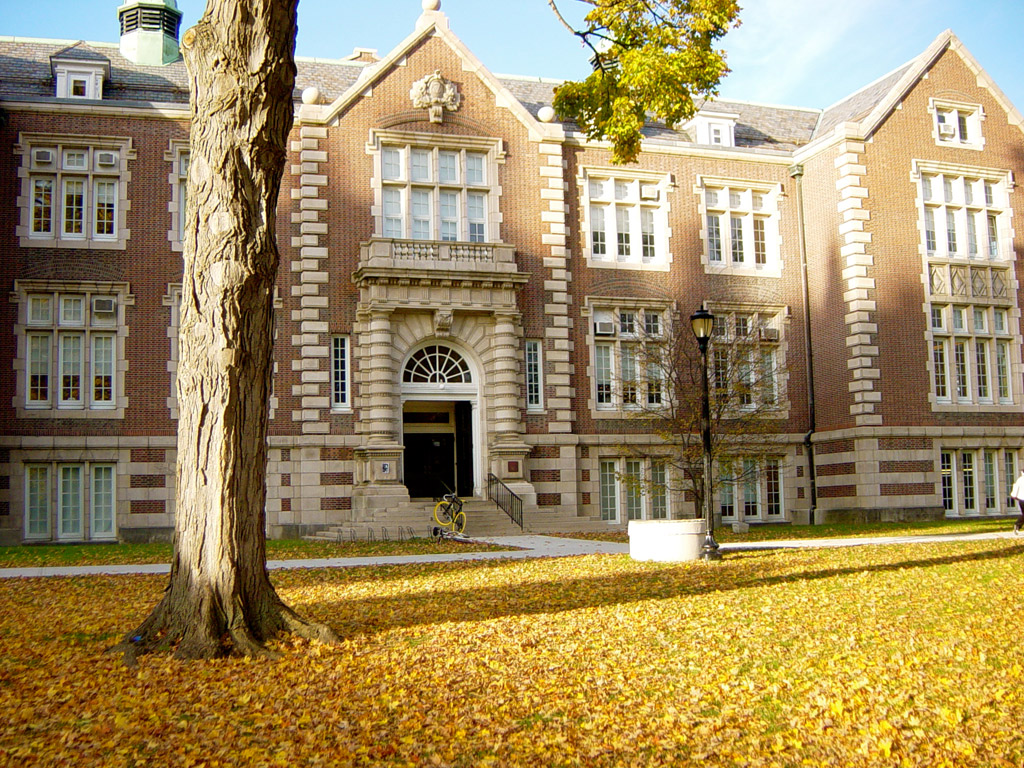
ヴァッサー大学のロックフェラー・ホール
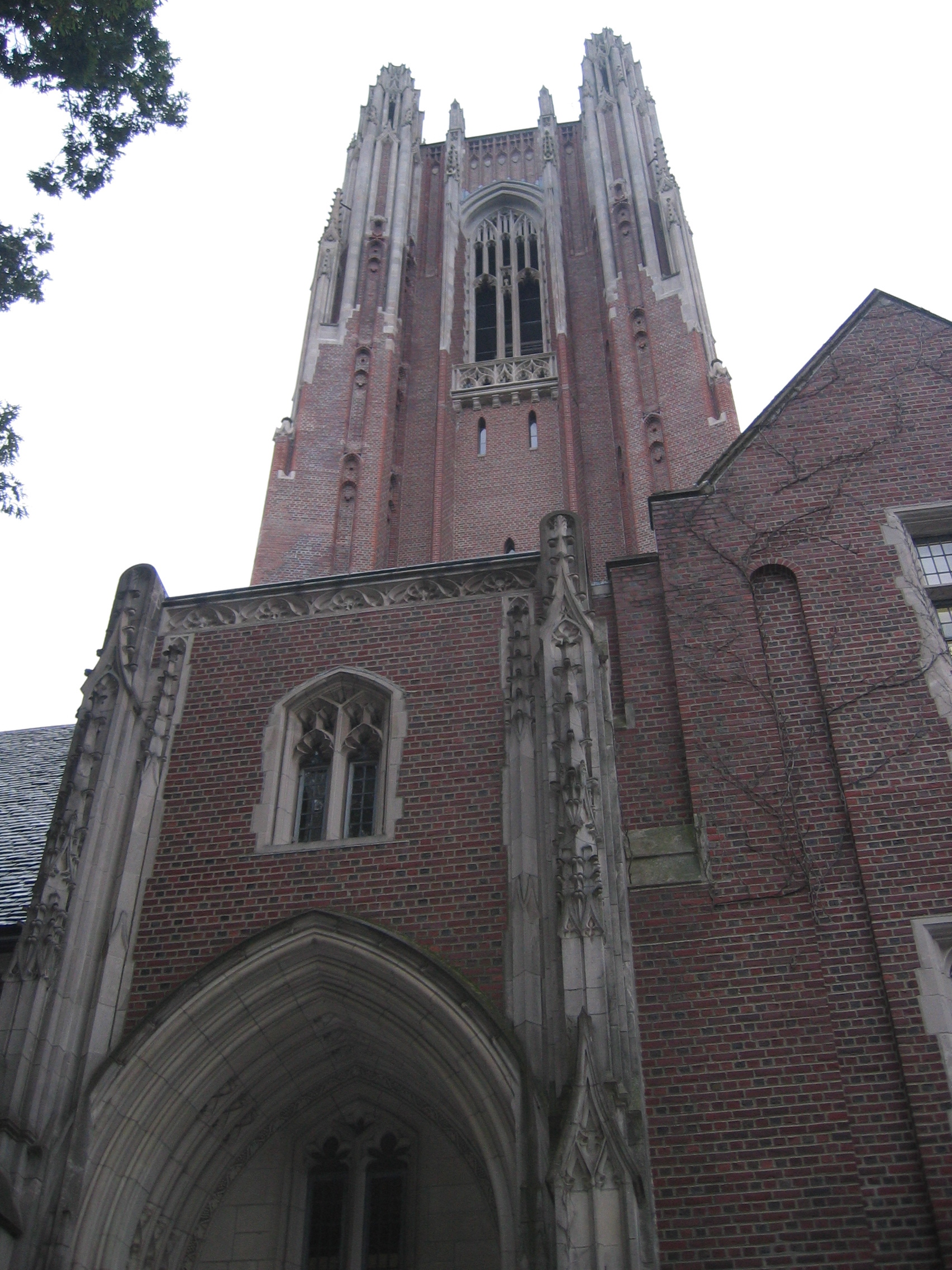
ウェルズリー大学のグリーン・ホール

## トランスジェンダー問題
2000年代後半から、女子大学ではトランスジェンダーをどのように受け入れるかについての議論や論争が行われてきた。これは、トランス女性の志願者が増加していることや、少数ではあるが女子大学在学中に女性から男性に移行（トランス男性）した学生の存在から、注目されるようになってきた。マウント・ホリヨーク大学は、セブン・シスターズの中で初めて、2014年にトランスジェンダーの女性を受け入れた。バーナード・カレッジ、ブリンマー大学、スミス大学、ウェルズリー大学は2015年にトランスジェンダーを考慮した入学規約を発表した。